# Демьяненко, Илья Сергеевич
Илья́ Серге́евич Демья́ненко (15 сентября 1922, Бейсуг, Выселковский район — 27 марта 1944, Николаев) — Герой Советского Союза (1945), участник Великой Отечественной войны, автоматчик 384-го отдельного батальона морской пехоты Одесской военно-морской базы Черноморского флота, матрос.

## Биография
Илья Сергеевич Демьяненко родился 15 сентября 1922 году в станице Бейсуг, ныне Выселковский район, Краснодарский край в семье крестьянина. Русский. После окончания начальной школы работал в колхозе, окончил курсы трактористов.
В ВМФ с 1941 года. В Великой Отечественной войне И. С. Демьяненко участвовал с 1942 года в составе частей береговой обороны Черноморского флота. С апреля 1943 года он в роте автоматчиков 384-го отдельного батальона морской пехоты, участвовал в освобождении Мариуполя (Жданова) и Осипенко (Бердянска).
Во второй половине марта 1944 года вошёл в состав десантной группы под командованием старшего лейтенанта Константина Фёдоровича Ольшанского, сформированного из моряков-добровольцев 384-го отдельного батальона морской пехоты ЧФ, 12 саперов и связистов одной из частей 28-й армии 3-го Украинского фронта.
В ночь на 26 марта 1944 года отряд прошёл на рыбачьих лодках из села Богоявленского (Октябрьского) 15 км вверх по Южному Бугу, оба берега которого на протяжении 7 км контролировались противником, и на рассвете высадился в порту города Николаева. Отряду была поставлена задача, скрытно высадившись в тылу, нарушить коммуникации, посеять панику, сорвать намеченный на 26 марта угон мирного населения в Германию, а также облегчить наступление наших войск на Николаев. Бесшумно сняв часовых, десантники заняли несколько зданий порта и приспособили их к обороне.
Двое суток отряд вёл бои, отбил 18 атак противника, бросившего против отряда десантников до трёх батальонов пехоты, артиллерию, шестиствольные миномёты и два средних танка. Тем не менее, они выполнили поставленную задачу, уничтожив более 700 солдат и офицеров противника и оба танка.
Указом Президиума Верховного Совета СССР от 20 апреля 1945 года за образцовое выполнение боевых заданий командования на фронте борьбы с немецкими захватчиками и проявленные при этом отвагу и геройство матросу Илье Сергеевичу Демьяненко было присвоено звание Героя Советского Союза (посмертно).
И. С. Демьяненко похоронен в братской могиле в г. Николаеве в сквере имени 68-ми десантников.

## Награды
- Медаль «Золотая Звезда» Героя Советского Союза.
- Орден Ленина[2]
- Орден Славы[3]

## Память
- Имя героя высечено золотыми буквами в зале Славы Центрального музея Великой Отечественной войны в Парке Победы города Москвы.
- Похоронен в братской могиле в городе Николаев в Сквере 68-ми десантников.
- В городе Николаев открыт Народный музей боевой славы моряков-десантников, в честь них названа улица.
- В Николаеве в сквере имени 68 десантников установлен памятник.
- В посёлке Октябрьском на берегу Бугского лимана, откуда уходили на задание десантники, установлена мемориальная гранитная глыба с памятной надписью.
- В Выселках на Аллее Героев установлена стела памяти И. С. Демьяненко.
- В станице Новобейсугской Краснодарского края одна из улиц названа именем героя.